# Zanzariera elettrica

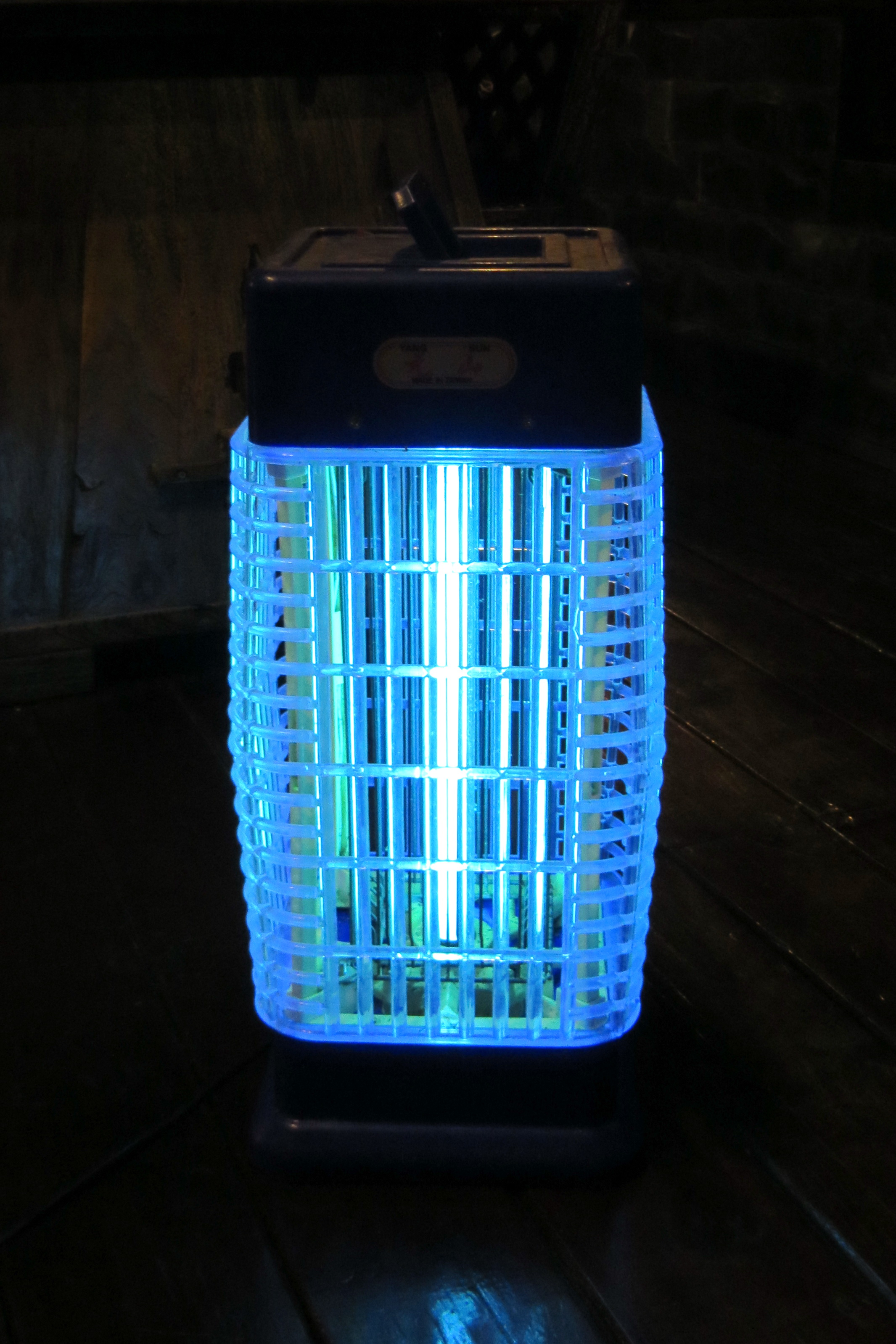
Esempio di zanzariera elettrica con lampada fluorescente.

La zanzariera elettrica o lampada antizanzare è un dispositivo utile all'eliminazione di zanzare, mosche ed altri insetti, che attrae gli insetti con una luce o una ventola e li uccide generalmente attraverso il contatto con una rete elettrificata, dove vengono fulminati al contatto con due fili conduttori con alta tensione tra loro.

## Storia

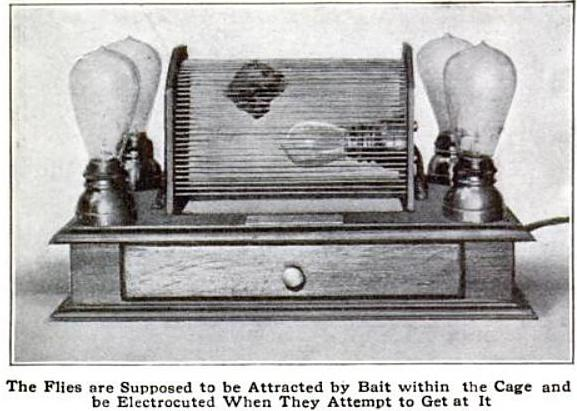
Prototipo di zanzariera elettrica del 1911

Nel numero di ottobre 1911, la rivista Popular Mechanics conteneva un articolo che mostrava un modello di "trappola per mosche" che utilizzava tutti gli elementi di una moderna zanzariera elettrica, inclusi una luce elettrica e una rete elettrificata. Il progetto è stato implementato da due anonimi di Denver e fu ritenuto troppo costoso per essere di utilità pratica. Il dispositivo misurava 25x38 cm, conteneva 5 lampadine a incandescenza e la griglia era composta da fili dello spessore di 1,59 mm distanziati di 3,17 mm l'uno dall'altro, con una tensione di 450 V. Gli utenti avrebbero dovuto posizionare all'interno pezzetti di carne come esca.
Secondo l'Ufficio Brevetti e Marchi degli Stati Uniti, la prima zanzariera elettrica fu brevettata nel 1932 da William M. Frost.
Separatamente, William Brodbeck Herms (1876-1949), professore di parassitologia presso l'Università della California, aveva lavorato per oltre 20 anni su grandi trappole per insetti commerciali per la protezione dell'industria frutticola della California. Nel 1934 introdusse una zanzariera elettrica alla quale si ispirarono le successive.

## Tipi e descrizione
Il tipo più comune di zanzariera elettrica comprende una sorgente luminosa, generalmente una lampada fluorescente, disponibile con diverse potenze e lunghezze d'onda, progettata per emettere sia luce visibile sia ultravioletta, che è visibile agli insetti e ne attira una gran varietà. Tale tendenza degli insetti ad avvicinarsi alla luce, è denominata "fototassi positiva". I modelli più recenti utilizzano LED a lunga durata per produrre la luce.
A breve distanza dalla lampada è posizionata una griglia metallica all'interno della quale il dispositivo genera una forte differenza di potenziale elettrico, che a seconda dell'apparecchio è compresa tra i 750 e i 5000 V. A tale scopo, viene utilizzato un alimentatore ad alta tensione alimentato da presa a muro, che può essere un semplice circuito moltiplicatore di tensione senza trasformatore realizzato con diodi e condensatori in grado di generare la tensione necessaria.
Gli insetti che si avvicinano alla griglia perché attirati dalla luce ricevono una scarica elettrica letale nel momento in cui toccano la griglia e cadono morti. Al momento del contatto, attraverso il piccolo corpo dell'insetto scorre una quantità di corrente elettrica sufficiente a riscaldarlo fino a raggiungere una temperatura elevata.
Molte zanzariere elettriche sono dotate di vassoi che raccolgono gli insetti fulminati; altri modelli sono progettati per permettere ai detriti di cadere al suolo sottostante.
Le zanzariere elettriche sono solitamente alloggiate in una gabbia protettiva di plastica o barre metalliche collegate a terra per impedire a persone o animali più grandi degli insetti di toccare la rete ad alta tensione.

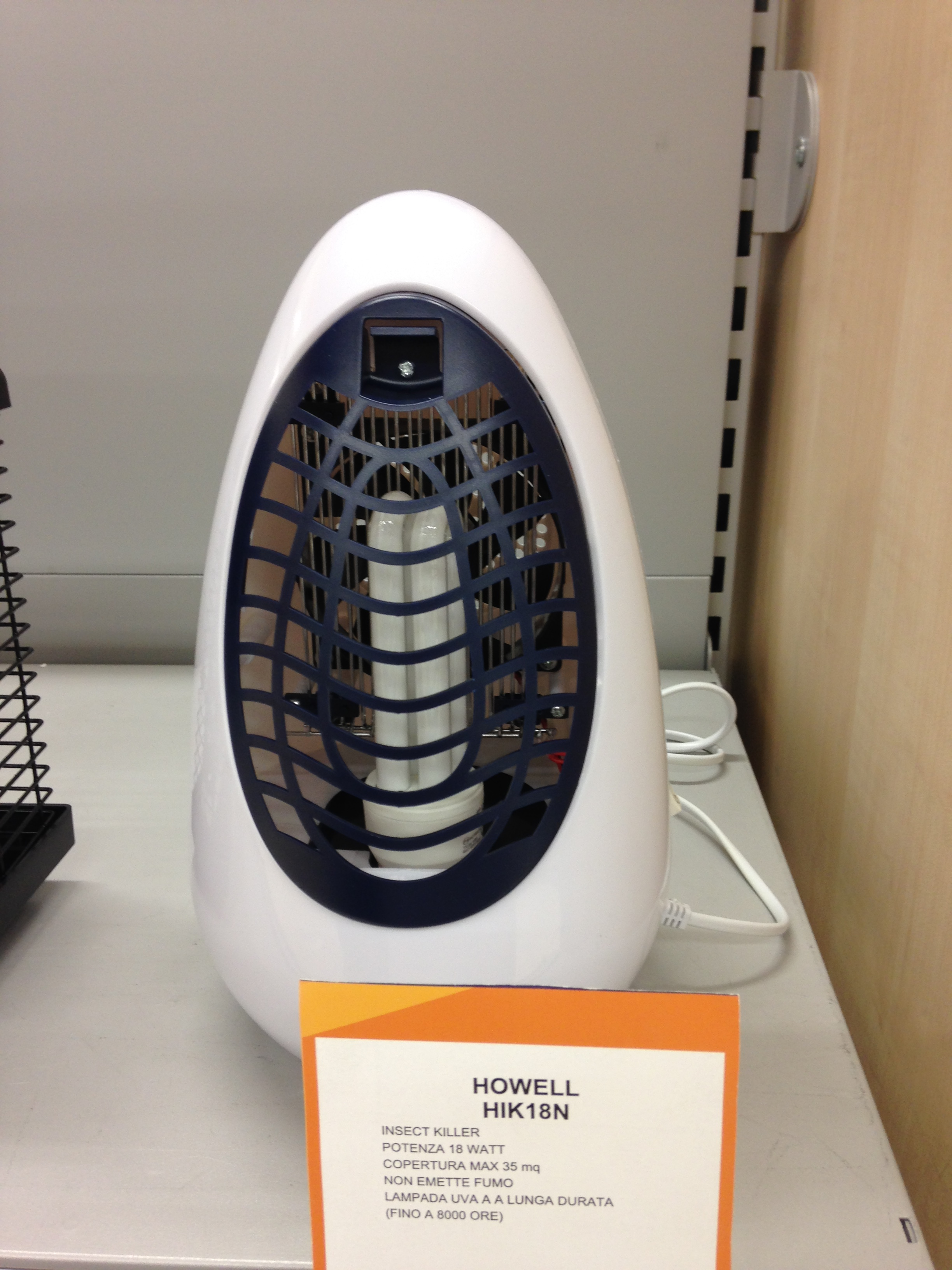
Zanzariera elettrica con lampada UVA e ventola con effetto aspirante

Esistono anche versioni di zanzariere elettriche dotate di una o più ventole con effetto aspirante. L'insetto che si avvicina, attirato dalla luce, viene aspirato dalla ventola all'interno e intrappolato in un apposito vano di raccolta. In questo caso, si parla più propriamente di "trappole antizanzare".
Un dispositivo simile alla zanzariera elettrica nel funzionamento è la racchetta antizanzare: in tal caso, anziché attirare le zanzare o altri insetti per mezzo di una luce, si colpiscono muovendo la racchetta verso gli insetti, che sono fulminati al contatto dei fili elettrici che ricoprono la superficie della racchetta.

## Efficacia e selettività
Le zanzariere elettriche sembrano non essere particolarmente efficaci nell'uccidere gli insetti che pungono all'aperto, come le zanzare, senza attrarre e uccidere al tempo stesso molti altri insetti innocui e benefici (ad esempio falene e altri insetti impollinatori).
In uno studio dell'Università del Delaware, è stato misurato che durante 15 notti estive sono stati uccisi 13.789 insetti usando sei zanzariere elettriche. Di questi insetti uccisi, solo 31 erano insetti che pungevano l'uomo.
Le zanzare sembrerebbero inoltre essere più attratte dall'anidride carbonica e dal vapore acqueo presenti nel respiro dei mammiferi che non dalla luce ultravioletta. Per tale motivo sono state progettate zanzariere elettriche che emettono anidride carbonica o utilizzano un'esca esterna, come l'ottenolo, per attirare meglio gli insetti che mordono.

## Sicurezza e igiene
Si deve prestare molta attenzione nell'utilizzare questo apparecchio in quanto la griglia metallica durante il funzionamento presenta una tensione elettrica altissima, molto pericolosa in caso di contatto con l'uomo.
Ricerche hanno dimostrato che quando gli insetti vengono fulminati, le zanzariere elettriche possono diffondere una nebbia contenente parti di insetti fino a circa 2 metri di distanza dal dispositivo. L'aria intorno alla zanzariera elettrica può essere quindi contaminata da batteri e virus che possono essere inalati o depositarsi sul cibo delle persone nelle immediate vicinanze.
La Food and Drug Administration (FDA) statunitense consiglia per tale motivo di non installare le zanzariere elettriche sopra un'area di preparazione dei cibi e di trattenere gli insetti all'interno del dispositivo. A questo scopo vengono prodotti modelli di zanzariere elettriche a prova di dispersione.